# ایگناسیو سالسدو
ایگناسیو سالسدو (انگلیسی: Ignacio Salcedo؛ زادهٔ ۲۲ مهٔ ۱۹۴۷) بازیکن فوتبال اهل اسپانیا است.
از باشگاه‌هایی که در آن بازی کرده‌است می‌توان به باشگاه فوتبال اتلتیکو مادرید اشاره کرد.
وی همچنین در تیم ملی فوتبال اسپانیا بازی کرده‌است.